# يامانتاو
جبل يامانتو (بالروسية:гора Ямантау)، هي منطقة باردة في روسيا الاتحادية، تقع في الجنوب الغربي من سيبيريا في جمهورية باشكورتوستان، واشتهرت هذه المنطقة بأنها تحتفظ ببرنامجها النووي، وهي إحدى القواعد السرية التي تدرب للجيش السوفيتي.

## وصلات خارجية
- Yamantau on PANORAMIO
- Yamantau
- What's going on in the Yamantau mountain complex?
- The Return of the Doomsday Machine?